# Roman Rurua
Roman Rurua (Georgia, Unión Soviética, 25 de noviembre de 1942) es un deportista soviético retirado especialista en lucha grecorromana donde llegó a ser campeón olímpico en México 1968.

## Carrera deportiva
En los Juegos Olímpicos de 1964 celebrados en Tokio ganó la medalla de plata en lucha grecorromana estilo peso pluma, tras el luchador húngaro Imre Polyák (oro) y por delante del yugoslavo Branislav Martinović (bronce). Cuatro años después, en las Olimpiadas de México 1968 ganó el oro en la misma modalidad.